# Кубок мира по чекерсу
Кубок мира по чекерсу — соревнования по чекерсу (английским шашкам), которые проводятся в виде серии открытых чемпионатов нескольких стран. В зачёт Кубок мира входят некоторые этапы Кубка Европы, кроме них проводятся открытые чемпионаты американских и африканских стран.

## Регламент
6 лучших участников каждого этапа получают очки согласно занятому месту.
| Место | 1  | 2  | 3  | 4  | 5  | 6  |
| ----- | -- | -- | -- | -- | -- | -- |
| Очки  | 22 | 18 | 15 | 13 | 12 | 11 |

В зачёт Кубка мира идут только три лучших результата, показанных на всех этапах. Спортсмен, набравший лучшую сумму очков, провозглашается победителем Кубка мира по чекерсу.

## Призёры
| Год  | Победитель       | 2-е место         | 3-е место       |
| 2015 | Серджо Скарпетта | Надежда Чижевская | Микеле Боргетти |
| 2016 | Шэйн Маккоскер   | Серджо Скарпетта  | Рон Кинг        |
| 2017 | Шэйн Маккоскер   |                   |                 |
| 2018 | Серджо Скарпетта | Шэйн Маккоскер    | Рон Кинг        |

| Год  | Победитель        | 2-е место       | 3-е место       |
| 2015 |                   |                 |                 |
| 2016 | Надежда Чижевская |                 |                 |
| 2017 | Надежда Чижевская |                 |                 |
| 2018 | Надежда Чижевская | Винелл Неверсон | Алёна Максимова |